# Coppa della Regina 2009-2010 (pallavolo)
La Coppa della Regina 2009-10 fu la 35ª edizione della Coppa di Spagna di pallavolo femminile.
La vittoria finale è andata per la quarta volta consecutiva al Club Atlético Voleibol Murcia 2005.

## Regolamento e avvenimenti
Come negli anni precedenti, si è svolta una final-eight con quarti, semifinali e finale da disputarsi con gare ad eliminazione diretta. Al torneo hanno preso parte le squadre classificate ai primi otto posti al termine del girone d'andata del campionato. I quarti di finale si sono disputati il 25 e 26 marzo 2010, mentre semifinali e finale si sono giocate tra il 27 e il 28 marzo 2010, al Pabellón municipal de A Pinguela di Monforte de Lemos.

## Partecipanti
- Aguere
- Ciutadella
- Diego Porcelos
- Haro
- JAV Olímpico
- A Pinguela
- CAV Murcia
- Club 15-15

## Risultati

### Tabellone
|  | Quarti di finale | Quarti di finale | Quarti di finale |                |                | Semifinali     | Semifinali | Semifinali |  |  | Finale | Finale | Finale |  |
|  |                  |                  |                  |                |                |                |            |            |  |  |        |        |        |  |
|  | A Pinguela       | A Pinguela       | 3                |                |                |                |            |            |  |  |        |        |        |  |
|  | A Pinguela       | A Pinguela       | 3                |                |                |                |            |            |  |  |        |        |        |  |
|  | Club 15-15       | Club 15-15       | 0                |                |                |                |            |            |  |  |        |        |        |  |
|  | Club 15-15       | Club 15-15       | 0                |                | A Pinguela     | A Pinguela     | 0          |            |  |  |        |        |        |  |
|  |                  |                  |                  |                | A Pinguela     | A Pinguela     | 0          |            |  |  |        |        |        |  |
|  |                  |                  | Diego Porcelos   | Diego Porcelos | 3              |                |            |            |  |  |        |        |        |  |
|  | Haro             | Haro             | Diego Porcelos   | Diego Porcelos | 3              | 2              |            |            |  |  |        |        |        |  |
|  | Haro             | Haro             |                  |                |                |                |            |            |  |  |        |        |        |  |
|  | Diego Porcelos   | Diego Porcelos   | 3                |                |                |                |            |            |  |  |        |        |        |  |
|  | Diego Porcelos   | Diego Porcelos   | 3                |                | Diego Porcelos | Diego Porcelos | 0          |            |  |  |        |        |        |  |
|  |                  |                  |                  |                |                |                |            |            |  |  |        |        |        |  |
|  |                  |                  | CAV Murcia       | CAV Murcia     | 3              |                |            |            |  |  |        |        |        |  |
|  | JAV Olímpico     | JAV Olímpico     | CAV Murcia       | CAV Murcia     | 3              | 0              |            |            |  |  |        |        |        |  |
|  | JAV Olímpico     | JAV Olímpico     |                  |                |                |                |            |            |  |  |        |        |        |  |
|  | Aguere           | Aguere           | 3                |                |                |                |            |            |  |  |        |        |        |  |
|  | Aguere           | Aguere           | 3                |                | Aguere         | Aguere         | 0          |            |  |  |        |        |        |  |
|  |                  |                  |                  |                | Aguere         | Aguere         | 0          |            |  |  |        |        |        |  |
|  |                  |                  | CAV Murcia       | CAV Murcia     | 3              |                |            |            |  |  |        |        |        |  |
|  | Ciutadella       | Ciutadella       | CAV Murcia       | CAV Murcia     | 3              | 0              |            |            |  |  |        |        |        |  |
|  | Ciutadella       | Ciutadella       |                  |                |                |                |            |            |  |  |        |        |        |  |
|  | CAV Murcia       | CAV Murcia       | 3                |                |                |                |            |            |  |  |        |        |        |  |

### Calendario

#### Quarti di finale
| 25 marzo 2010 - ore 18:00 Pabellón municipal de A Pinguela, Monforte de Lemos | Ciutadella Menorca | 0 - 3 | CAV Murcia 2005  | 20-25, 17-25, 21-25               |
| 25 marzo 2010 - ore 20:30 Pabellón municipal de A Pinguela, Monforte de Lemos | AD Pinguela        | 3 - 0 | Club 15-15 Palma | 25-22, 25-19, 25-20               |
| 26 marzo 2010 - ore 18:00 Pabellón municipal de A Pinguela, Monforte de Lemos | CV Haro            | 2 - 3 | Diego Porcelos   | 25-18, 22-25, 21-25, 28-26, 12-15 |
| 26 marzo 2010 - ore 20:30 Pabellón municipal de A Pinguela, Monforte de Lemos | JAV Olímpico       | 0 - 3 | CV Aguere        | 16-25, 12-25, 14-25               |

#### Semifinali
| 27 marzo 2010 - ore 18:00 Pabellón municipal de A Pinguela, Monforte de Lemos | AD Pinguela | 0 - 3 | Diego Porcelos  | 25-23, 20-25, 25-18, 23-25, 14-16 |
| 27 marzo 2010 - ore 20:30 Pabellón municipal de A Pinguela, Monforte de Lemos | CV Aguere   | 0 - 3 | CAV Murcia 2005 | 27-29, 13-25, 25-27               |

#### Finale
| 28 marzo 2010 - ore 12:00 Pabellón municipal de A Pinguela, Monforte de Lemos | Diego Porcelos | 0 - 3 | CAV Murcia 2005 | 25-27, 14-25, 23-25 |

## Premi individuali
| Premio               | Giocatrice      | Squadra    |
| -------------------- | --------------- | ---------- |
| Most Valuable Player | Prisilla Rivera | CAV Murcia |